# 太田胃散presents 河北麻友子のマユコレ!
『太田胃散presents 河北麻友子のマユコレ!』（おおたいさんプレゼンツ かわきたまゆこのマユコレ）はニッポン放送で毎週金曜日17:10-17:30に放送されているトーク番組である。
2015年4月3日放送開始。
同番組では、オスカープロモーション所属のタレントである河北が、さらにかっこいいオトナ女子を目指すため、各界から様々なマンスリーゲスト（原則4週）を迎えて、ゲストの「オトナの秘訣」を伝授するというものである。5週目はお便り紹介や特別企画となるが、まれにゲストのトークコーナーの5週目に充てたこともあった。
2023年3月より、河北が産休に入ったため、同月3日以降は同じオスカープロモーション所属の本田望結が代行を務め、『本田望結のミユコレ!』として放送したが、10月6日から河北が復帰。バトンタッチの意味合いで10月は本田もマンスリーゲスト扱いで出演する

## 放送時間
- 金曜17:10 - 17:30（2020年3月27日より）

### 過去の放送時間
- 金曜17:20 - 17:30（2020年3月20日まで）